# Dena Primera del Riu
La Primera del Riu és una dena del municipi de Morella (els Ports, País Valencià). El Mas del Beato fa les funcions de capital i el 2009 tenia 173 habitants dispersos als diferents masos.
Situada a l'oest del terme municipal de Morella, els seus límits són: al nord, amb la dena de Morella la Vella; al sud, trobem la dena de la Vespa; a l'est, la dena Segona del Riu i la part més oriental de la dena de Morella la Vella; a l'oest, el terme de Forcall.
Cal destacar la Fàbrica de Giner que tingué una gran importància a final del segle xix quan s'implantà la revolució industrial encara que de manera tardana a la zona. Constituí un centre pioner de la indústria tèxtil, essent un dels complexos industrials més importants d'Espanya. A partir de 1988 fou adquirida per la Generalitat Valenciana amb la finalitat de convertir-ho en un espai esportiu, d'esplai, d'ubicació de dependències oficials de les conselleries, hotel, alberg, etc.
Ocupa una superfície de 1.663 Ha. abastant una quarantena de masos dispersos, molts d'ells abandonats:
| - Mas del Beato (capital) - Molí d'Adell - Caseta del Molí d'Adell - Molí del Batà - Hostal del Beltran - Mas de Borràs - Caseta de Calçades - Caseta de Canteret - Molí dels Capellans - Mas de Carlos - Mas de la Castella | - Mas del Collet - Mas de Danyal - Molí d'en Pi - Caseta d'Eroles - Caseta de l'Esperança - Molí dels Frares - Molí de la Font - Caseta de Gamundí - Molí de Gamundí - Fàbrica de Giner - Caseta del Guargo | - Caseta de Mixinet - Mas de la Mola - Caseta dels Mussols - Caseta del Nogueral - Caseta de Pasqual - Venta la Pasquala - Caseta de Peguesa - Caseta de Pepan - Pobleta del Riu - Molí en Pont - Venta del Punyal | - Molí del Randero - Mas de Roc - Caseta de Rosà - Caseta de la Rosada - Molí de Roio - Casa de Roc - Caseta de Rufo - Caseta de Sant Tomàs - Mas de Segura - Teuleria de la Mola - Torre del Molí d'Adell |